# Nepřítomen (film)
Nepřítomen (v originále Ausente) je argentinský hraný film z roku 2011, který režíroval Marco Berger podle vlastního scénáře. Film popisuje vztah mezi homosexuálním studentem a heterosexuálním učitelem. Snímek měl světovou premiéru na Mezinárodním filmovém festivalu Berlinale 13. února 2011, kde získal cenu Teddy Award. V ČR byl uveden v roce 2011 na filmovém festivalu Febiofest.

## Děj
16letý středoškolák Martín je tajně zamilovaný do svého učitele plavání Sebastiána. Jednoho dne díky sérii drobných lží dosáhne toho, že ho učitel nechá přespat ve svém bytě. Sebastián posléze prohlédne Martínovu hru a je konfrontován s vlastními pocity.

## Obsazení
| Carlos Echevarría       | Sebastián       |
| Javier De Pietro        | Martín          |
| Antonella Costa         | Mariana         |
| Alejandro Barbero       | Juan Pablo      |
| Rocío Pavón             | Analía          |
| Luis Mango              | doktor Pileto   |
| Nicolás Fernández Rubio | učitel plavání  |
| Laura Dozo              | oční lékařka    |
| Alejandra Lang          | sousedka        |
| Fabio Cendra            | vrátný          |
| Liliana Popovich        | ředitelka školy |

## Ocenění
- Teddy Award za nejlepší hraný film
- Cóndor de Plata: cena v kategorii nejlepší herec v hlavní roli (Javier de Pietro)